# La Roturière
La Roturière ou The Commoner (Harald og Sonja) est une série norvégienne créée par Vibeke Idsøe (no) et diffusée à partir du 14 février 2025 sur Prime Vidéo. Elle relate l'histoire d'amour entre le prince héritier Harald de Norvège et la roturière Sonja Haraldsen, ainsi que leur lutte afin de faire accepter leur union par le roi Olav V et le gouvernement,.

## Synopsis
Alors que le prince héritier Harald de Norvège s'éprend de la roturière Sonja Haraldsen, sa relation avec une jeune femme qui n'est pas d'origine royale provoque une onde de choc au sein de la classe politique. Le peuple, la presse, le gouvernement, et surtout le roi Olav V, se montrent très réticents. Harald et Sonja sont néanmoins déterminés à entretenir cet amour impossible et se battent pendant neuf longues années afin de faire accepter leur union.

## Distribution
- Gina Bernhoft Gørvell (no) : Sonja Haraldsen
- Sindre Strand Offerdal : Harald de Norvège
- Anders Baasmo Christiansen : Olav V de Norvège
- Anneke von der Lippe : Dagny Haraldsen
- Meadhbh Maxwell : Élisabeth II du Royaume-Uni
- Ian Toner : Philip, duc d'Édimbourg
- Christiane Schaldemose : Ragnhild de Norvège
- Elisabeth Aschehoug : Astrid de Norvège
- Øyvind Brandtzæg (no) : Per Borten
- Nelson Eddie Mendez Jr. : Paul Ier de Grèce
- Kirsti Øydegard : Frederika de Hanovre
- Giorgia Flore : Sophie de Grèce
- Edvard Rossland : Constantin de Grèce
- Mafalda Silva : Irène de Grèce

## Épisodes
1. Une Fille du peuple (Plikten)
2. Conscience (Kjærligheten)
3. L'Amour ou la Couronne (Å leve umenneskelig)
4. Question au gouvernement (Far eller konge)